# Kanton Entre Seille et Meurthe
 Entre Seille et Meurthe  is een kanton van het Franse departement Meurthe-et-Moselle. Het kanton maakt deel uit van het arrondissement Nancy en  telde 29.325 inwoners in 2018.

## Geschiedenis
Het kanton werd gevormd ingevolge het decreet van 26 februari 2014 met uitwerking op 22 maart 2015. Met alle gemeenten van het op die dag opgeheven kanton Nomeny, de gemeenten Bouxières-aux-Dames, Brin-sur-Seille, Custines en Lay-Saint-Christophe van het op die dag opgeheven kanton Malzéville.
De gemeenten Autreville-sur-Moselle, Belleville, Bezaumont, Landremont, Millery, Morville-sur-Seille, Port-sur-Seille, Sainte-Geneviève en Ville-au-Val werden overgeheveld van het kanton Pont-à-Mousson, waar de gemeenten van het op die dag opgeheven kanton Dieulouard in werden overgenomen, met uitzondering van de hoofdplaats Dieulouard, die hoofdplaats werd van het kanton Entre Seille et Meurthe.

## Gemeenten
Het kanton omvat volgende gemeenten:
- Abaucourt
- Armaucourt
- Arraye-et-Han
- Autreville-sur-Moselle
- Belleau
- Belleville
- Bey-sur-Seille
- Bezaumont
- Bouxières-aux-Dames
- Bratte
- Brin-sur-Seille
- Chenicourt
- Clémery
- Custines
- Dieulouard
- Éply
- Faulx
- Jeandelaincourt
- Landremont
- Lanfroicourt
- Lay-Saint-Christophe
- Létricourt
- Leyr
- Mailly-sur-Seille
- Malleloy
- Millery
- Moivrons
- Montenoy
- Morville-sur-Seille
- Nomeny
- Phlin
- Port-sur-Seille
- Raucourt
- Rouves
- Sainte-Geneviève
- Sivry
- Thézey-Saint-Martin
- Ville-au-Val
- Villers-lès-Moivrons